# Kléber Ramos
Kléber Ramos da Silva (Soledade, 24 de agosto de 1985) é um ciclista brasileiro, que atualmente (2021) compete pela equipe Memorial Team e é o atual campeão brasileiro.

## Trajetória
O ciclista, apelidado no pelotão de "Bozó", é considerado um velocista, o que é sustentado por resultados em provas planas como o 5º lugar na Copa América de Ciclismo de 2008, o 4º lugar na Prova Ciclística 9 de Julho de 2010 ou os vários resultados em etapas planas em competições ciclísticas por etapas. Entretanto, em mais de uma ocasião mostrou habilidade se defendendo nas subidas, como na Volta do Paraná de 2007, onde foi o 4º lugar na classificação geral, e no Tour do Rio 2012, o qual venceu, levando ainda a 3ª etapa, a principal de montanha da corrida. Em uma entrevista na situação, Kléber Ramos se definiu como "um sprintista que se defende bem em montanha".
Em 2007 foi o 3º colocado no Campeonato Brasileiro de Ciclismo de Estrada, sendo o primeiro atleta sub-23 e, portanto, campeão brasileiro sub-23. Neste mesmo ano, foi um dos três representantes brasileiros no Campeonato Mundial de Ciclismo Sub-23 em Stuttgart, na Alemanha, mas não completou a prova.
Com o fim da equipe Real Cycling Team ao final de 2012, Kléber Ramos acertou com a Clube DataRo de Ciclismo para o ano de 2013. Ramos começou esse ano conquistando um pódio na Copa América de Ciclismo e vencendo a classificação geral do Torneio de Verão, levando também a 1ª etapa. Esses resultados lhe garantiram a liderança do Ranking Brasileiro de Ciclismo até maio, quando também venceu a Copa Cidade Canção de Ciclismo. Ramos ainda conquistou outros dois pódios e uma vitória, no Desafio Tour do Rio, enquanto se preparava para defender o título do Tour do Rio.
Nessa prova, Ramos foi o 2º colocado na 3ª etapa, a principal etapa de montanha da prova, chegando a estar em 3º lugar geral nesse ponto. Mas a classificação geral viu novas mudanças nas etapas seguintes, e o paraibano terminou a prova em 5º lugar, sendo o melhor brasileiro na classificação geral. Esses resultados o colocaram de volta na liderança do ranking nacional e, nas últimas provas do calendário, Kléber Ramos travou uma constante disputa com Roberto Pinheiro pela liderança da competição, conquistando pódios em provas como a Copa Light de Ciclismo e o GP Genival dos Santos. Entretanto, Ramos não conseguiu defender a liderança do ranking, que acabou sendo vencido por Pinheiro, com Ramos em 2º lugar.
Em 2015, o atleta teve um bom desempenho no tour de San Luis, sendo o melhor brasileiro da competição e conseguiu ser o campeão da etapa mais difícil da competição.
Em 2020, o atleta foi campeão geral da volta ciclística de Goiás.
Em 24 de outubro de 2021 o ciclista conquistou o campeonato brasileiro de ciclismo.

## Principais resultados
2005
1º - Etapa 4 da Volta de Porto Alegre
2007
2º - GP São Paulo
1º - Etapa 6 da Volta Ciclística de São Paulo
4º - Classificação Geral da Volta do Paraná
1º - Etapa 4
3º - Campeonato Brasileiro de Ciclismo de Estrada
1º - Sub-23
3º - Hanes Park Classic
1º - Volta Ciclística do Grande ABCD
2008
5º - Copa América de Ciclismo
1º - Etapa 2 do Giro do Interior de São Paulo
3º - GP São Paulo
2º - Circuito Boa Vista
3º - Etapa 2 do Tour de Beauce
3º - Heartbreak Hill
2009
1º - Etapa 1 do Giro do Interior de São Paulo
1º - Etapa 10 da Vuelta del Uruguay
1º - Etapa 2 do Tour de Santa Catarina
5º - Prova Ciclística 9 de Julho
5º - Giro Memorial a Tribuna
4º - Copa da República de Ciclismo
2010
1º  Classificação Geral do Torneio de Verão
1º - Etapa 4
2º - Etapa 1
2º - Classificação Geral da Volta Ciclística de Cuiabá
1º - Etapa 2
5º - Prova Ciclística 1° de Maio - GP Ayrton Senna
4º - Prova Ciclística 9 de Julho
4º - Volta Ciclística do Grande ABCD
5º - Ranking Brasileiro de Ciclismo de Estrada
2011
5º - Classificação Geral do Torneio de Verão
5º - Copa Cidade Canção de Ciclismo
3º - Volta Ciclística do Grande ABCD
2º - GP Genival Dos Santos
5º - Copa Recife Speed Bike
9º - Ranking Brasileiro de Ciclismo de Estrada
2012
2º - Abertura do Vale Paraibano de Ciclismo
1º - Etapa 5 da Rutas de América
1º - Etapa 3 do Giro do Interior de São Paulo
4º - Prova São Salvador
1º  Classificação Geral do Tour do Rio
1º - Etapa 3
2º - Etapa 4
3º - Etapas 1 e 2
4º - Prova Ciclística Governador Dix-Sept Rosado
8º - Ranking Brasileiro de Ciclismo de Estrada
2013
3º - Copa América de Ciclismo
1º  Classificação Geral do Torneio de Verão
1º - Etapa 1
2º - Etapa 4
1º - Copa Cidade Canção de Ciclismo
2º - GP São José dos Campos
2º - Prova São Salvador
1º - Desafio Tour do Rio
5º - Classificação Geral do Tour do Rio
2º - Etapa 3
2º - Copa Light de Ciclismo
2º - GP Genival Dos Santos
2º - Ranking Brasileiro de Ciclismo de Estrada
2014
3º - Etapa 5 da Volta Ciclística de São Paulo
3º - Classificação Geral do Tour do Rio
3º - Etapa 1
3º - Etapa 2
7º - Etapa 3
4º - Etapa 4
3º - Etapa 5
4º - Etapa 6
2015
Tour de San Luis
3º - Etapa 2
1º - Etapa 6
2020
Volta ciclistica de Goiás
Campeão Geral
2021
Campeão Brasileiro de Ciclismo